# Маса Фермана
 За други населени места Маса вижте Маса (пояснение).  
Ма̀са Ферма̀на (на италиански: Massa Fermana) е село и община в Централна Италия, провинция Фермо, регион Марке. Разположено е на 340 m надморска височина. Населението на общината е 995 души (към 2011 г.).
До 2004 г. общината е част от провинция Асколи Пичено, след това е включена в новата провинция Фермо.